# هيثم طلعت
هيثم طلعت علي سرور (1981م –) باحث وداعية إسلامي مصري ولد في مصر في محافظة أسيوط، اشتهر بنقده للإلحاد ونظرية التطور والعلمانية عبر مؤلفاته ومقالاته على الإنترنت وفيديوهاته عبر قناته على يوتيوب، حاصل على بكالوريوس الطب والجراحة من جامعة أسيوط.

## إثارة الجدل
لهيثم العديد من الآراء المثيرة للجدل، والتي منها تصريحاته لقتل الملحدين ولديه العديد من الأفكار الإرهابية، بالإضافة إلى إنكاره لبعض النظريات العلمية مثل نظرية التطور.

## مؤلفاته
1. كتاب بصائر.. خلاصة 18 سنة من الرد على الملاحدة والعلمانيين.
2. كهنة الإلحاد الجديد.
3. العودة إلى الإيمان.
4. موسوعة الرد على الملحدين العرب.[4]
5. الإلحاد يسمم كل شيء.
6. مناظرة الملحدين.
7. عيادة الملحدين: أسئلة حائرة أجوبة شافية.
8. عيادة الملحدين "جرعات علمية وفكرية ومعرفية".
9. تخلص من إلحادك، محب بن مسكين.
10. الإلحاد الروحي وخطره على العقيدة والعقل.
11. 40 خطأ في نظرية التطور.
12. شبهات ووساوس إلحادية.[5]